# 博爾忽
博爾忽（秘史记音：孛舌羅中忽勒；?—1217年），又譯孛羅忽勒、博羅渾、缽魯歡、孛羅渾、博魯溫等，許兀慎氏，成吉思汗義弟，與博爾朮、木華黎、赤老溫合稱「四傑」，死後被追尊為「淇陽王」。

## 生平
1197年，主兒乞人被鐵木真攻滅。鐵木真將領者卜格于主兒乞人營地中得到博爾忽，隨後又將其教交給鐵木真母親訶額侖收養。博爾忽成年後，成為鐵木真「那可兒」之一，并跟隨其征戰南北。1203年，合蘭真沙陀之戰中，鐵木真遭到克烈部攻打，其子窩闊台于戰鬥中受傷，博爾忽隻身將窩闊台救出，并送其至營地療傷。1206年，蒙古帝國建立，成吉思汗封博爾忽為千戶（蒙古第15位开国功臣），世任「怯薛軍」之長，享九次犯罪不罰。《史集》记载，在别速惕部古出古兒年老后，博爾忽接替他担任宝儿赤（司膳）。后来，博爾忽担任万夫长，汪古兒继任宝儿赤。
1217年，博爾忽奉命征討“林中百姓”秃馬惕，途中中伏兵身亡。成吉思汗賜予其妻該部民百戶，以示撫恤。

## 評價
- 成吉思汗：“博爾忽作為我的伴友，在那疾征如飛的途中，在那大雨滂沱的晚上，從未讓我飢餓和空腹！在那風雲多變的日子里，在那與敵廝殺的戰場上，從未斷過熱湯香肉！”[2]

## 家族
- 博爾忽（Boroqul ＞/bóĕrhū, بورقول نويان/būrqūl nūyān）
- 妻：阿勒塔
  - 脱欢（ ＞脱欢/tuōhuān,جوبوکور قوبیلایjūbūkūr qūbīlāī?）
    - 失里門（Širemün ＞失里門/shīlǐmén）
      - 曾孫：淇陽王 月赤察兒（Öčičer ＞/yuèchìcháér, اوچاچار نويان/ūchāchār nūyān）
        - 淇陽王 塔剌海（Taraqai ＞/tǎlàhǎi طرقاي جنکسانک/ṭaraqāī chīnksānk）
        - 知枢密院事 馬剌（Maral ＞/mǎlà）
          - 鉄木兒也不干（Temür ebügen ＞/tiěmùér yěbùgān）
          - 淇陽王 完者铁木儿（Öljei temür ＞/wánzhě tiěmùér）

        - 淇陽王太師 脱儿赤颜（𠇗頭）（Asqan/Torčiyan/Waidu ＞阿思罕/āsīhǎn 脱儿赤颜/tuōérchìyán 𠇗頭/wāitóu ويتو جنکسانک/wāītū chīnksānk）
        - 淇陽王 也先铁木儿（Esen temür＞/yĕxiāntiĕmùér）

  - 行省兵馬都元帥 塔察儿（ ＞塔察儿/tǎcháér）
    - 行省兵馬都元帥 別里虎䚟（Belgütei ＞別里虎䚟/biélǐhŭdǎi）
      - 蒙古軍万戸 密里察儿（Miričar ＞/mìlǐcháér）
        - 阿魯灰（Alqui ＞/ālŭhuī）
          - 亦乞列歹（Ikiretei ＞/yìqǐlièdǎi）

        - 蒙古軍万戸 別里閣不花（Berke buqa ＞/biélǐgébùhuā）
          - 服都万户 昔里別吉（Siri begi ＞/xīlǐbiéjí）
            - 万户 合撒儿（Qasar ＞/hésāér）

      - 蒙古軍万户 宋都䚟（Sondutai ＞/sòngdōudǎi）

## 延伸阅读
[在维基数据编辑]
 《元史/卷119》，出自宋濂《元史》
 《新元史/卷121》，出自柯劭忞《新元史》